# 女巫季节
是一部2011年美国超自然動作冒險电影。本片以中世纪为舞台展开，由多明尼克·賽納执导，尼古拉斯·凯奇主演。

## 故事内容
中世纪的十字军战士贝曼与老战友菲尔森连年在战场上奔波，出生入死。但在征战过程中，他们对为神的信仰、神的旨意而战斗、屠杀而感到十分困惑与厌倦。他们决定退出十字军，返回故乡，但他们回去时发现自己的故乡正在被一种突如其来的黑死病所侵袭，到处都充满着深沉的气氛与黑色的恐怖，黑死病带走了城里许多无辜者的生命，因此人们一直相信黑死病一定是恶魔借魔女之手施下了这个来自地狱的邪恶魔咒。菲尔森不慎在马棚里泄露了身份，被城中教会的卫兵给逮捕了，为了将功补过贝曼与菲尔森再三考虑下决定答应教会的要求，将疑似散播黑死病的魔女给遣送到处决魔女的修道院去进行审判，但令贝曼与菲尔森感到吃惊的是，魔女竟然是个看似弱不禁风的少女，他们无论如何都不敢相信这位少女会是个施下邪恶诅咒的魔女……

## 演员阵容
- 尼古拉斯·凯奇 飾 贝曼（Behmen von Bleibruck）
- 朗·普尔曼 飾 菲尔森（Felson）
- 罗伯特·席安 飾 Kay von Wollenbarth
- 克萊兒·芙伊 飾 魔女安娜（Anna）
- 史蒂芬·坎貝·摩爾（英语：Stephen Campbell Moore） 飾 Debelzaq
- 乌尔里奇·汤姆森 飾 Johann Eckhardt
- 史提芬·格拉漢姆 飾 Hagamar
- 基斯杜化·李 飾 Cardinal D'Ambroise
- Simone Kirby（英语：Simone Kirby） 飾 菲拉赫的助產士
- 尼克·西迪（英语：Nick Sidi） 飾 菲拉赫的神父
- 羅伊·麥克凱恩 飾 菲拉赫的士兵指揮官
- Brían F. O'Byrne（英语：Brían F. O'Byrne） 飾 Grand Master of the Teutonic Knights